# NGC 780
NGC 780 est une galaxie spirale située dans la constellation du Triangle. NGC 780 a été découverte par l'astronome germano-britannique William Herschel en 1786.

## Caractéristiques
Sa vitesse par rapport au fond diffus cosmologique est de 4 961 ± 33 km/s, ce qui correspond à une distance de Hubble de 73,2 ± 5,1 Mpc (∼239 millions d'al).
NGC 780 présente une large raie HI.
En raison d'une brillance de surface égale à 14,0 mag/am2, on peut qualifier NGC 780 de galaxie à faible brillance de surface (LSB en anglais pour low surface brightness). Les galaxies LSB sont des galaxies diffuses (D) avec une brillance de surface inférieure de moins d'une magnitude à celle du ciel nocturne ambiant.